# Белоточков калоплезиопс
Белоточковите калоплезиопси (Calloplesiops altivelis) са вид актиноптери от семейство Плезиопсови (Plesiopidae).
Те са незастрашен вид.
Таксонът е описан за пръв път от Франц Щайндахнер през 1903 година.